# Conferencia de los Obispos Católicos de Estados Unidos
La Conferencia de Obispos Católicos de Estados Unidos (en inglés: United States Conference of Catholic Bishops [USCCB]), fundada en 1966, es un organismo permanente que reúne a los obispos católicos de Estados Unidos, de acuerdo con la Código "ejercen conjuntamente algunas funciones pastorales en favor de los fieles de su territorio, a fin de promover el mayor bien que la Iglesia proporciona a los hombres, principalmente en formas y modalidades apostólicas debidamente adaptadas a las circunstancias de tiempo y lugar, de acuerdo con el derecho ". Pertenecen a la USCCB, por derecho propio, todos los obispos diocesanos de Estados Unidos y los que se les equiparan en derecho, los obispos coadjutores, los obispos auxiliares y otros obispos que ejercen en el mismo territorio un cargo especial, encargado por la Sede Apostólica o la Conferencia de obispos. La organización está registrada con sede en Washington D. C.. Al igual que con todas las conferencias episcopales, ciertas decisiones y acciones de la USCCB deben recibir la aprobación de los dicasterios romanos, que están sujetos a la autoridad inmediata y absoluta del papa.

## Historia

### Consejo católico nacional de Guerra
La primera organización de los obispos católicos de los Estados Unidos fue fundada en 1917 como "National Catholic War Council" (CNMN), y se formó para permitir que los católicos estadounidenses contribuyan con fondos a la atención espiritual de los católicos militares durante la Primera Guerra Mundial.

### Conferencia Nacional Católica para el Bienestar
En 1919, el Papa Benedicto XV pidió a los obispos de las escuelas de todo el mundo para ayudar a promover la reforma laboral articulada por el Papa León XIII en la Rerum Novarum. En respuesta, se creó el primer Consejo de Administración, para administrar las sesiones plenarias. La sede fue establecida en Washington D. C.
En 1922, el Consejo adoptó el nombre de "Conferencia Nacional Católica para el Bienestar" para defender la reforma de inmigración, la educación y la acción social. 

### Comité Nacional de Derecho a la Vida (1968-73)
La Conferencia Nacional de Obispos católicos nombró a James T. McHugh en abril de 1967 para dirigir la formación temprana del que sería el Comité Nacional de Derecho a la Vida. El NRLC (siglas inglesas) se formó en 1968 bajo los auspicios de la Conferencia Nacional de Obispos Católicos para coordinar la información y la estrategia entre el desarrollo de los grupos católicos provida locales y estatales y es la organización nacional más antigua y más grande contra el aborto legal en los Estados Unidos. Cuenta con afiliados en los 50 estados y más de 3.000 capítulos locales en todo el país. Estos grupos de afiliados de NRLC se estaban formando en respuesta a los esfuerzos para cambiar las leyes de aborto basadas en la legislación modelo propuesta por el American Law Institute (ALI). El abogado de Nueva Jersey, Juan Ryan, fue el primer presidente de la organización. NRLC celebró una reunión nacional de líderes provida en Chicago en 1970 en Barat College. Al año siguiente, NRLC celebró su primera convención en Macalestar College en St. Paul, Minnesota.

### NCCB/USCC
Las conferencias episcopales fueron establecidas por primera vez como cuerpos formales por el Concilio Vaticano II (Christus Dominus, 38), e implementadas por el motu proprio Ecclesiae sanctae de 1966 del Papa Pablo VI. Con el fin de cumplir con los nuevos requisitos para las conferencias nacionales de obispos, los obispos americanos establecieron - en 1966 - la Conferencia Nacional de Obispos Católicos (NCCB) y su secular brazo, la Conferencia Católica de los Estados Unidos (USCC).
Como organizaciones separadas con responsabilidades distintas, la NCCB se centró en las preocupaciones eclesiásticas internas, mientras que la USCC llevó adelante el trabajo en la sociedad en general. El NCCB permitió a los obispos deliberar y responder colectivamente sobre una amplia gama de temas, con el trabajo que se realiza a través de varias secretarías, comités permanentes y comités ad hoc.
El 1 de julio de 2001, el NCCB y el USCC se combinaron para formar la Conferencia de Obispos Católicos de los Estados Unidos (USCCB). La fusión resultó en la continuación de todo el trabajo anteriormente realizado por el NCCB y el USCC, con el mismo personal.
El funcionamiento, la autoridad y las responsabilidades de las conferencias episcopales se rigen actualmente por el Código de Derecho Canónico de 1983 (concretamente los cánones 447-459). La naturaleza de las conferencias episcopales, y su autoridad magistral en particular, fue aclarada posteriormente por el motu proprio Apostolos suos (1998) del Papa Juan Pablo II.

### Afiliación y estructura actuales
La estructura de la Conferencia (USCCB) consiste en 17 comisiones permanentes (cuyos miembros son obispos) y los departamentos, secretarías y oficinas que llevan a cabo el trabajo de los comités. Los dirigentes de estos departamentos, secretarías y oficinas informan a la Secretaría General de la Conferencia.
Son miembros de la USCCB por todos los obispos católicos de las diócesis latinas y los obispos de las eparquias de los católicos orientales,  erigidas en el territorio de Estados Unidos, activos y jubilados (es decir, obispos diocesanos, coadjutores y auxiliares) de los Estados Unidos y el Territorio de las Islas Vírgenes y el ordinario del Ordinariato Personal la Cátedra de San Pedro, pero no los obispos del Estado Libre Asociado de Puerto Rico, la Comunidad de las Islas Marianas del Norte, el Territorio de Samoa Americana y el Territorio de Guam. Los obispos de estas últimas cuatro dependencias de ultramar pertenecen a otras conferencias episcopales. En el Estado Libre Asociado de Puerto Rico, los obispos de las seis diócesis forman su propia conferencia episcopal, la Conferencia Episcopal Puertorriqueña. Los obispos en las áreas insulares de los Estados Unidos en el Océano Pacífico - la Mancomunidad de las Islas Marianas del Norte, el Territorio de Samoa Americana y el Territorio de Guam - son miembros de la Conferencia Episcopal del Pacífico.
La USCCB tiene dos reuniones semestrales, en noviembre y junio. Entre estas reuniones, la Conferencia se rige por el Comité Administrativo. También hay un Comité Ejecutivo, cuyos miembros incluyen el presidente de la conferencia, el vicepresidente y el secretario (todos ellos obispos). Los oficiales de la conferencia son elegidos por períodos de tres años. La conferencia también elige a los presidentes y presidentes elegidos de las comisiones permanentes.

## Regiones

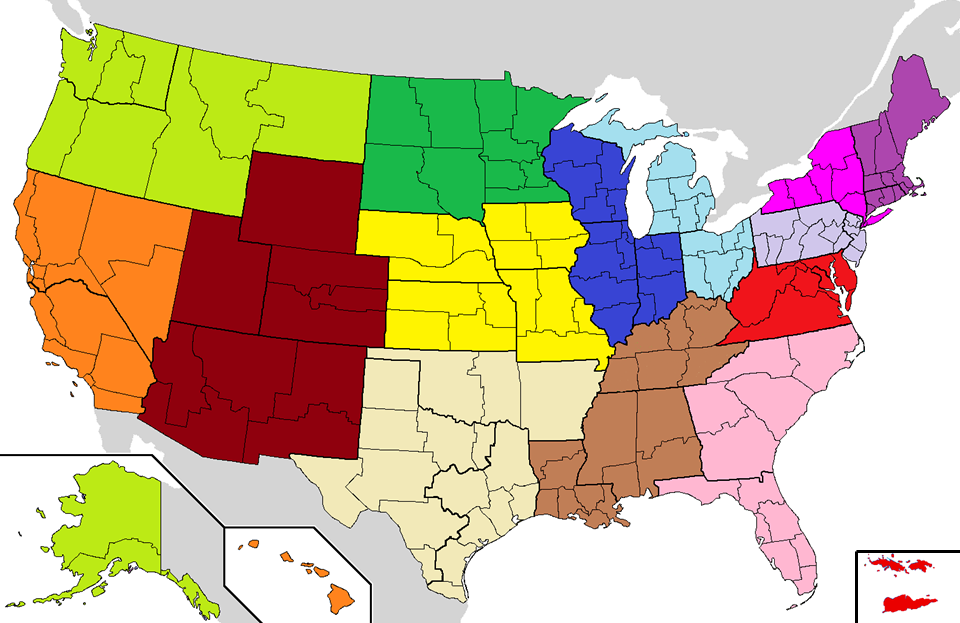

Las diócesis de los Estados Unidos están agrupadas en quince regiones. Catorce de las regiones (numeradas de I a XIV) están geográficamente basadas, para las diócesis católicas latinas. Las eparquías católicas orientales (diócesis) y el exarchado constituyen la Región XV.

## Estructura organizativa

### Comités Programáticos y Subcomités Relacionados
- Comité de Asuntos Canónicos y Gobierno de la Iglesia - Mons. Bernard Hebda, Arzobispo de San Pablo y Minneápolis (Electo: Obispo Robert Deeley de Portland, Maine).
- Comité de Educación Católica - El Arzobispo George Joseph Lucas de Omaha
- Comité de Clero, Vida Consagrada y Vocaciones - Obispo Michael Francis Burbidge de Raleigh
- Comité de Comunicaciones - Mons. Christopher J. Coyne, Obispo de Burlington
- Comité sobre la Diversidad Cultural en la Iglesia - Arzobispo Gustavo García-Siller de San Antonio
- Comité de Culto Divino - Obispo Arthur J. Serratelli de Paterson
- Comité de Doctrina - El arzobispo Allen Henry Vigneron de Detroit
- Comité de Asuntos Ecuménicos e Interreligiosos - Obispo Mitchell T. Rozanski de Springfield, MA (Elegido: Mons. Joseph Bambera, Obispo de Scranton)
- Comité de Evangelización y Catequesis - Mons. Leonard Paul Blair, Arzobispo de Hartford (Electo: Obispo Robert Barron, Obispo Auxiliar de Los Ángeles)
- Comité de Justicia Interna y Desarrollo Humano - Mons. Thomas G. Wenski, Arzobispo de Miami
- Comité de Justicia y Paz Internacional - Obispo Oscar Cantú de Las Cruces (Elegido: Arzobispo Timothy Broglio de los Servicios Militares)
- Comité de Laicos, Matrimonio, Vida Familiar y Juventud - El Arzobispo Charles Chaput de Filadelfia
- Comité de Migración - Mons. Eusebio L. Elizondo Almaguer Obispo auxiliar de Seattle (Obispo de Austin, Obispo Joe S. Vásquez)
- Comité de Colecciones Nacionales - Arzobispo Thomas John Rodi de Mobile
- Comité de Actividades para la Vida - Cardenal Timothy Dolan de Nueva York
- Comité para la Protección de Niños y Jóvenes - Obispo Edward J. Burns de Juneau (Elegido: Obispo Timothy Doherty de Lafayette, Indiana)
- Comité Ad Hoc para la Libertad Religiosa - Arzobispo William E. Lori de Baltimore

### Ejecutivo y Comités de Gestión (Funcionarios)
- Comité Administrativo (Presidente) - Cardenal Daniel DiNardo
- Vicepresidente - Arzobispo José Horacio Gómez
- Comité de Presupuesto y Finanzas (Tesorero) - Obispo Michael J. Bransfield
- Comité de Prioridades y Planes (Secretario) - Mons. George V. Murry, SJ
- Comité Ejecutivo - Cardenal Timothy M. Dolan

### USCCB Departamentos y programas

#### Oficina del Secretario General
- Secretario general
- Secretario General Adjunto - Pastoral y Planificación
- Secretario General Asociado y Secretario de Política y Defensa
- Secretario General Adjunto y Secretario de Administración
- Secretario General Adjunto de Planificación

#### Oficina del Consejo General

##### Ministerio pastoral
- Secretaría de Clero, Vocaciones y Vida Consagradas
- Secretaría de Diversidad Cultural en la Iglesia
- Secretaría de Adoración Divina
- Secretaría de Doctrina
- Secretaría de Ecumenical y Interreligious Asuntos
- Secretaría de Evangelization y Catechesis
- Secretaría de Laicado, Matrimonio, Juventud y Vida Familiares
- Secretaría de Niño y Protección de Juventud

##### Política y Abogacía
- Secretario de Política y Abogacía
- Relaciones de gobierno

##### Departamento de Justicia, Paz y Desarrollo Humano
- Director ejecutivo
- Oficina de Paz y Justicia Internacional
- Oficina de Desarrollo Social Doméstico
- Campaña católica para Desarrollo Humano
- Educación y Superación

##### Departamento de Migración y Servicios de Refugiado
En abril de 2025, la Conferencia clausuró ésta organización a partir de fines de año, al cesar los dineros gubernamentales que había recibido a lo largo de cinco décadas.
- Director ejecutivo
- Oficina de Migración y Política de Refugiado
- Oficina de Programas de Refugiado

#### Secretaría de Educación católica

##### Comunicaciones
- Secretario de Comunicaciones
- Servicio de Noticias católico
- Cliente y Relaciones de Cliente
- Relaciones de medios de comunicación
- Operaciones y Administración de Proyecto
- Publicaciones de la USCCB

#### Administración y Colecciones Nacionales
- Secretario de Administración
- Oficina de Finanza
- Oficina de Contabilidad y Servicios Empresariales
- Oficina de Servicios Generales
- Oficina de Recursos Humanos

#### Oficina de Colecciones Nacionales
- La Iglesia en Europa Central y Oriental
- Misiones de Casa católica
- La Iglesia en Latinoamérica
- Óbolo de San Pedro
- La Colección de Servicios de Alivio católica
- La Iglesia en África
- Campaña de Comunicación católica (promoción)
- La Campaña católica para Desarrollo Humano (promoción)

## Presidentes

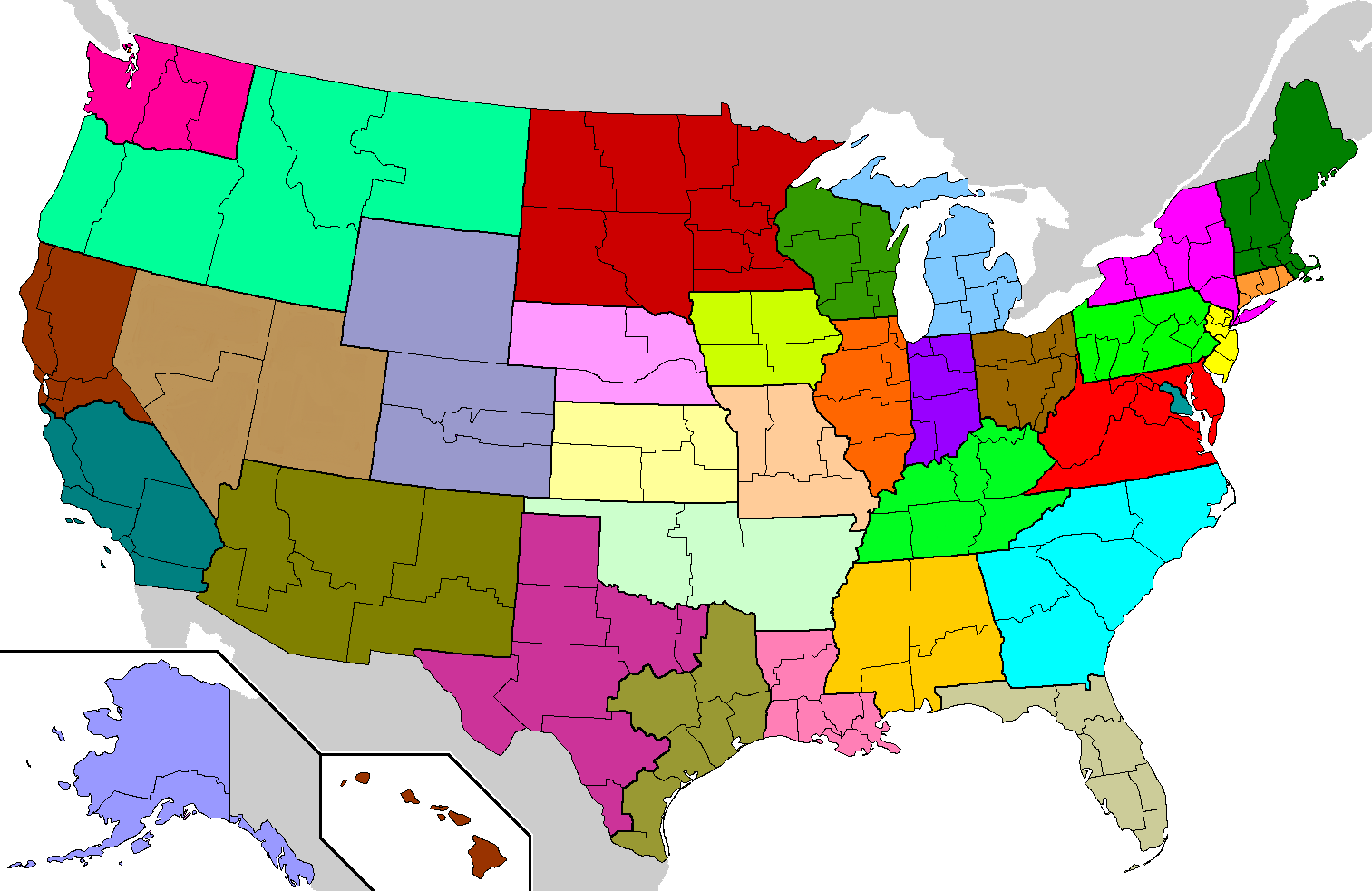
Arquidiócesis y diócesis de la Iglesia católica en los Estados Unidos

- John Dearden, Arzobispo de Detroit (1966 - 1971)
- John Joseph Krol, Arzobispo de Filadelfia (1971 - 1974)
- Joseph Bernardin, Arzobispo de Cincinnati (1974 - 1977)
- John R. Quinn, Arzobispo de San Francisco (1977 - 1980)
- John Roach, Arzobispo de Saint Paul y Minneapolis (1980 - 1983)
- James Malone, Obispo de Youngstown (1983 - 1986)
- John May, Arzobispo de St. Louis (en 1986 - 1989 )
- Daniel Edward Pilarczyk, Arzobispo de Cincinnati (1989 - 1992)
- William Henry Keeler, Arzobispo de Baltimore (1992 - 1995)
- Anthony Pilla, Obispo de Cleveland (1995 - 1998)
- Joseph Fiorenza, Obispo de Galveston-Houston (1998 - 2001)
- Wilton D. Gregory, obispo de Belleville (2001 - 2004)
- William S. Skylstad, obispo de Spokane (2004 - 2007)
- Francis George, Arzobispo de Chicago ( 2007 - 2010)
- Timothy Dolan, Arzobispo de Nueva York (2010 - 2013)
- Joseph Edward Kurtz , Arzobispo de Louisville (2013 - 2016)
- Daniel DiNardo, Arzobispo de Galveston-Houston (2016 - 2019)
- José Horacio Gómez, Arzobispo de Los Ángeles (2019 - 2022)
- Timothy Broglio, Arquidiócesis de los Servicios Militares de Estados Unidos (desde 2022)